# Академічний театр
Академі́чний теа́тр — почесне звання в СРСР, яке надавало Міністерство культури СРСР театрам, що виробили власні творчі традиції, виховали видатних акторів, створили низку вистав, що здобули широке визнання глядачів і театральної громадськості. Запроваджене у 1919 році.
Звання вперше отримали шість театрів:
- в Москві — Большой, Малий, Художній;
- в Петрограді — Александринський, Маріїнський, Михайлівський.

У 1920 році московські академічні театри були об'єднані в Асоціацію академічних театрів, яка існувала до 1921 року. До неї через деякий час після утворення увійшли і петроградські академічні театри, а також два московські не академічних театри — Камерний і Московський театр для дітей. Асоціація мала свій орган — журнал «Культура театру».
В подальші роки кількість академічних театрів значно зросла. Почесне звання «академічний театр» отримали:
- Державний академічний театр імені Є. Вахтангова (1926);
- Татарський академічний театр імені Галіаскара Камала (1926);
- Узбецький національний академічний драматичний театр (1933);
- Таджицький академічний театр імені Абулкасима Лахуті (1939);
- Латвійський національний театр (1949);
- Національна опера «Естонія» (1950);
- Латвійська національна опера (1956);
- Туркменський театр драми імені Йосипа Сталіна (1956);
- Естонський драматичний театр (1957).

В Україні, станом на 1994 рік, було 11 академічних театрів:
- Національний академічний театр опери та балету України імені Тараса Шевченка (1926);
- Одеський національний академічний театр опери та балету (1929);
- Харківський національний академічний театр опери та балету імені Миколи Лисенка (1934);
- Львівський національний академічний театр опери та балету імені Соломії Крушельницької (1939);
- Національний академічний драматичний театр імені Івана Франка (1940);
- Харківський академічний український драматичний театр імені Тараса Шевченка (1947);
- Національний академічний драматичний театр імені Лесі Українки (1956);
- Національний академічний український драматичний театр імені Марії Заньковецької (1970);
- Харківський державний академічний драматичний театр імені О. С. Пушкіна (1971)
- Донецький академічний державний театр опери та балету імені Анатолія Солов'яненка (1977);
- Кримський академічний російський драматичний театр імені Максима Горького (1979).

## Після розпаду СРСР
Звання «академічний театр» надавалося театрам на пострадянському просторі і після розпаду СРСР.
В Україні
- Харківський академічний театр музичної комедії (2006);
- Одеський академічний театр музичної комедії імені М. Водяного (2006).

В інших країнах
- Ошський Державний академічний узбецький музично - драматичний театр імені Бабура (2004).